# Temelucha forbesi
Temelucha forbesi är en stekelart som först beskrevs av Weed 1887.  Temelucha forbesi ingår i släktet Temelucha och familjen brokparasitsteklar. Inga underarter finns listade i Catalogue of Life.